# Robert Knorr
Robert Knorr (* 12. Mai 1865 in Ulm; † 21. Juli 1957 in Wattenweiler, Gemeinde Weissach im Tal bei Backnang) war ein deutscher Bildhauer und Provinzialrömischer Archäologe.

## Leben
In den Jahren 1874 bis 1879 lernte Knorr bei der Malerin Mathilde Sprandel und von 1879 bis 1884 bei dem Bildhauer Gregor Heyberger in Ulm. Von 1883 bis 1885 besuchte er die Kunstschule in Stuttgart und anschließend bis 1887 die Münchner Akademie, sein Lehrer war dort Syrius Eberle. Von 1887 bis 1890 arbeitete er in der Eisengießerei Stotz in Stuttgart. 1893 wurde Knorr Assistent an der Kunstgewerbeschule in Stuttgart. Von 1900 bis 1923 leitete er die Bildhauerklasse für figürliche Plastik mit dem Titel Professor.
Zu seinem 90. Geburtstag im Jahr 1955 wurden ihn die Glückwünsche der Staatsregierung durch Helmut Dölker, den Vorstand der Staatlichen Denkmalpflege in Stuttgart, sowie für die Landesuniversität Tübingen durch Wolfgang Kimmig und für das Landesmuseum Württemberg durch den Konservator Siegfried Junghans überbracht.

## Robert Knorr als Terra-Sigillata-Forscher
Seine Leidenschaft galt der Erforschung des römischen Tafelgeschirrs, der Terra Sigillata. Er gehört mit Hans Dragendorff und August Oxé zu den Pionieren der Erforschung der Terra Sigillata. Knorr begann Anfang des 20. Jahrhunderts, diese Keramikform nach Randformen und Verzierungstypen chronologisch einzuordnen, er ordnete bestimmte Arten bestimmten Töpfern oder Fabriken zu. Er untersuchte die Terra Sigillata aus zahlreichen römischen Fundorten Württembergs, so Cannstatt, Köngen-Grinario, Rottenburg-Sumelocenna, Rottweil-Arae Flaviae, aber etwa auch aus den Töpfereien von Blickweiler und Eschweiler Hof und Pompeji.
Seine Publikationen mit detailgenauen Abbildungen dienen noch heute als Referenzwerke für die Bestimmung und Publikation von Terra Sigillata an anderen Fundstätten.
Aufgrund seiner Verdienste um die Keramikforschung wurde er 1913 korrespondierendes Mitglied des Deutschen Archäologischen Instituts, die Universität Tübingen verlieh ihm 1927 die Ehrendoktorwürde.

## Veröffentlichungen (Auswahl)
- Die verzierten Terra-Sigillata-Gefäße von Cannstatt und Köngen-Grinario. Kohlhammer, Stuttgart 1905 (archive.org).
- Die verzierten Terra-Sigillata-Gefäße von Rottweil. Kohlhammer, Stuttgart 1907.
- Die verzierten Terra-Sigillata-Gefäße von Rottenburg-Sumelocenna. Kohlhammer, Stuttgart 1910 (archive.org).
- Südgallische Terra-Sigillata-Gefäße von Rottweil. Kohlhammer, Stuttgart 1912.
- Töpfer und Fabriken verzierter Terra-Sigillata des Ersten Jahrhunderts. Kohlhammer, Stuttgart 1919 (archive.org).
- Kastell Cannstatt. Neugefundene Terra Sigillata-Gefässe. Schweizerbarth, Stuttgart 1921.
- mit Friedrich Sprater: Die westpfälzischen Sigillata-Töpfereien von Blickweiler und Eschweiler Hof. Historisches Museum der Pfalz, Speyer 1927.
- Verzierte Sigillata des 1. Jahrhunderts mit Töpfernamen. In: Schumacher-Festschrift. Zum 70. Geburtstag Karl Schumachers, 14. Oktober 1930. Römisch-Germanisches Zentralmuseum, Mainz 1930, S. 309 ff. (digital.slub-dresden.de)
- Terra Sigillata der Zeit Vespasians in Rottweil und in Pompeji. Kohlhammer, Stuttgart 1932.
- Terra-Sigillata-Gefäße des 1. Jahrhunderts mit Töpfernamen. Kohlhammer, Stuttgart, 1952.